# Le Breuil (Saône-et-Loire)
Le Breuil é uma comuna francesa na região administrativa de Borgonha-Franco-Condado, no departamento de Saône-et-Loire. Estende-se por uma área de 28,8 km². Em 2010 a comuna tinha 3 623 habitantes (densidade: 125,8 hab./km²).